# Nadendla
Nadendla là một mandal thuộc huyện Guntur, bang Andhra Pradesh, Ấn Độ. It also forms a part of Andhra Pradesh Capital Region.